# Асс (римський фунт)
Асс (римський фунт) – римська грошово-вагова одиниця.  У римському праві під ассом непрямо розуміється будь-яке майно. 
Поділ асса у ваговому й майновому (як частка) значеннях наступний: 
- семісс (1/2),
- триєнт (1/3),
- квадрант (1/4),
- секстант (1/6),
- сескунція (1/8),
- унція (1/12),
- семунція (1/24),
- сицилік (1/48),
- секстула (1/72),
- скрупул (1/288),
- сиплій (1/576).

2/3 асса складають додрант, 7/12 асса – септункс.